# Mordechai Rottenberg
Pour les articles homonymes, voir Rottenberg.
Mordechai Rottenberg (Motele Rottenberg) (28 mai 1958, Anvers, Belgique) est un grand-rabbin orthodoxe non-consistorial français.

## Biographie
Mordechai Rottenberg est le quatrième grand-rabbin de la synagogue de la Rue Pavée, dans le Pletzl, au cœur du Marais, au 10 rue Pavée, dans le 4e arrondissement de Paris.
Mordechai Rottenberg est né à Anvers,en Belgique, le 28 mai 1958. Il étudie à la yechiva Merkaz-Hatorah  du Raincy, dirigée par le rabbin Yaacov Toledano, et ensuite à la Yechiva de Mir, à Jérusalem. Il épouse Bella Yoskowitch, fille de l'ancien grand-rabbin de Pologne, Pinchas Menahem Yoskowitch. Au décès de son père, le grand-rabbin Chaim Yaakov Rottenberg,  il lui succède, à la tête de l'Agudas Hakehilos (אֲגֻדָּת־הַקְּהִלּוֹת, Union des communautés). Une condition de la venue du grand-rabbin Chaim Yaakov Rottenberg à  Paris fut qu'un fils lui succèderait. À son décès, son deuxième fils, Mordechai [Motele] Rottenberg prendra sa succession et est l'actuel grand-rabbin de la communauté.
Le grand-rabbin Mordechai Rottenberg continue l'œuvre de son père, le grand-rabbin Chaim Yaakov Rottenberg, dans divers domaines, en particulier dans celui de l'éducation, et dans celui de la cacherouth (indépendante du Consistoire),.
Son grand-père, dont il porte le nom, le grand-rabbin d'Anvers Markus Rottenberg, interné à Vittel, en France, sera déporté à  Auschwitz en 1944 où il meurt. La sœur aînée du grand-rabbin Chaim Yaakov Rottenberg, sous son nom de mariée Recha Sternbuch, jouera un rôle important dans le sauvetage des Juifs, durant la Seconde Guerre mondiale, . à  partir de la Suisse. Pourtant, elle qui a sauvé tant de vies n'a pu sauver celle de son célèbre père.